# كنا جنودا
كنا جنودا (بالإنجليزية: We Were Soldiers)‏ ، هي فيلم أمريكي من نوع حرب، أنتجت عام 2002م، من بطولة ميل غيبسون ومادلين ستو وسام إليوت.

## قصة الفيلم
يذهب العقيد هال مور (ميل غيبسون) إلى فيتنام لمهمة عسكرية عام 1965م، وذهب معهم الجنود الأمريكيون، فحضرت زوجة بطل الفيلم كل زوجات اللاتي علمن أن أزواجهم في مهمة قتالية في فيتنام، فيرمل النساء كل من يقتل جنديا أمريكيا في المعركة، وعاد هال مور إلى الولايات المتحدة سالماً.